# Henry Thode
Henry Thode (Dresda, 13 gennaio 1857 – Copenaghen, 19 novembre 1920) è stato uno storico dell'arte tedesco, specialista nel Rinascimento italiano e Michelangelo.

## Biografia
Proveniva da una stimata famiglia del nord della Germania. Suo padre, Robert Thode (1825-1898) aveva portato la Dresdener Bank Robert Thode & Co. a Dresda, banca incorporata nel 1891 dalla Dresdner Bank. Sua madre, Adolfine Dzondi (1822-1900), era la figlia di un ministro luterano sassone. Terzo di quattro figli, Henry crebbe in una atmosfera protetta. Dopo aver lavorato presso il ginnasio di Görlitz, studiò Giurisprudenza presso l'Università di Lipsia, prima di cambiare presto oggetto di studio e posto. Inviato a Vienna, iniziò a studiare la storia dell'arte, che proseguì a Berlino e Monaco di Baviera. Scrisse una tesi su Moritz Thausing a Vienna nel 1880. Nel 1886 ricevette la sua abilitazione presso l'Università di Bonn come docente privato di storia dell'arte. Lo stesso anno si sposò con Daniela von Bülow (1860-1940), figlia di Cosima Wagner, seconda moglie di Richard Wagner, e del suo primo marito, il direttore d'orchestra Hans von Bülow, incontrata a Venezia durante un viaggio di studio in Italia.
Nel 1889, grazie alla raccomandazione di Wilhelm von Bode, ottenne la carica di direttore del Städelschen Kunstinstitut di Francoforte sul Meno. Tuttavia i disaccordi con l'amministrazione dovevano portarlo a dimettersi nel mese di ottobre 1891. A Francoforte incontrò il pittore Hans Thoma, con la quale ebbe una lunga amicizia. Nel 1893 venne nominato professore straordinario presso l'Università di Heidelberg, dove divenne professore ordinario nel 1896. Nel 1901 venne nominato consigliere segreto della corte ma rifiutò l'offerta di un posto a Berlino.
Nel 1910 acquistò Villa Cargnacco di Gardone Riviera, in Lombardia. Lo stesso anno incontrò la violinista danese Herta Tegner (1884-1946), con la quale visse una grande passione. Nel 1911 si ritirò dalla sua posizione e venne nominato professore emerito. Contro la propria volontà, fu sostituito da Karl Neumann. Divorziò da Daniela nel 1914 e sposò Herta.
Dopo la prima guerra mondiale nel 1920 la villa di Thode venne sequestrata dal governo italiano, che la donò a Gabriele D'Annunzio. Con la sua villa Thode perse la sua vasta biblioteca, la sua collezione d'arte e di manoscritti di testi inediti. La coppia vagò attraverso la Germania fino al 1919, prima di trasferirsi a Copenaghen, dove Thode morì, depresso per le complicazioni di un'operazione gastrica del 1920.
I lavori di Henry Thode furono consacrati al Rinascimento, che egli considerava come un periodo di emancipazione dai valori medievali in cui emerse l'individuo moderno, sebbene influenzato in maniera determinante dalla spiritualità di San Francesco d'Assisi, e all'arte tedesca di fine XIX secolo.

## Opere
- Franz von Assisi und die Anfänge der Kunst der Renaissance in Italien Grote, Berlin, 1885.
- Die Malerschule von Nürnberg im XIV. und XV. Jahrhundert in ihrer Entwicklung bis auf Dürer Keller, Frankfurt am Main 1891.
- Hans Thoma Gesellschaft für Vervielfältigende Kunst, Wien 1891.
- Federspiele Mit Zeichnungen von Hans Thoma. Keller, Frankfurt am Main 1892.
- Der Ring des Frangipani. Ein Erlebnis Mit Zierleisten und Schlussvignetten von Hans Thoma. Keller, Frankfurt am Main 1895.
- Nella serie „Künstler-Monographien“:
  - Band 27: Andrea Mantegna Velhagen & Klasing, Bielefeld u. a. Bielefeld 1897.
  - Band 30: Correggio Velhagen & Klasing, Bielefeld u. a. 1898.
  - Band 43: Giotto Velhagen & Klasing, Bielefeld u. a. 1899.
  - Band 49: Tintoretto Velhagen & Klasing, Bielefeld u. a. 1901.
- Hans Thomas. Gemälde 6 Bände. Keller, Frankfurt am Main 1900–1910.
- Michelangelo und das Ende der Renaissance, 3 volumi (su 4), Grote, Berlin 1902–1903:
  - Band 1: Das Genie und die Welt 1902;
  - Band 2: Michelangelo und das Ende der Renaissance 1903;
  - Band 3: Der Künstler und seine Werke Abt. 1–2. 1912.
- Böcklin und Thoma. Acht Vorträge über neudeutsche Malerei Winter, Heidelberg 1905.
- Kunst und Sittlichkeit Winter, Heidelberg 1906.
- Come traduttore: Michelangelos Gedicht (nella traduzione tedesca), Grote, Berlin 1914.
- Luther und die deutsche Kultur Georg Müller, München 1914.
- Das Wesen der deutschen bildenden Kunst (Aus Natur und Geisteswelt 585, Teubner, Lipsia 1918.
- Paul Thiem seine Kunst. Ein Beitrag zur Deutung des Problems: Deutsche Phantastik und deutscher Naturalismus Grote, Berlin 1921.

### Traduzioni italiane
- Henry Thode, Francesco d'Assisi e le origini dell'arte del Rinascimento in Italia (1885), a cura di Luciano Bellosi, trad. it. di Rossella Zeni, Roma, Donzelli editore, 1993.